# Chang Chun-hsiung
Chang Chun-hsiung (chiń. upr. 张俊雄; chiń. trad. 張俊雄; pinyin Zhāng Jùnxióng; pe̍h-ōe-jī Tiuⁿ Chùn-hiông; ur. 23 marca 1938) – polityk tajwański, premier Republiki Chińskiej w latach 2000–2002 oraz od 12 maja 2007 do 20 maja 2008.

## Życiorys
Chang Chun-hsiung w 1960 ukończył prawo na Tajwańskim Uniwersytecie Narodowym. W 1979 zaangażował się w działalność polityczną i jako prawnik bronił dysydentów oskarżonych o zorganizowanie prodemokratycznej demonstracji w Kaohsiung. 
W latach 1982–1986 był przewodniczącym lokalnego oddziału YMCA w Kaohsiung. W 1986 był jednym ze współzałożycieli Demokratycznej Partii Postępowej (DPP) i wszedł do Komitetu Centralnego partii.
Od 1983 do 2000 zasiadał w parlamencie. Jako poseł należał do parlamentarnej Komisji Sądownictwa, Komisji Spraw Wewnętrznych oraz Komisji Transportu i Komunikacji. 
W 2000 w czasie kampanii prezydenckiej przewodził sztabowi prezydenta Chen Shui-biana. Po jego sukcesie wyborczym, Chang Chun-hsiung został sekretarzem generalnym w prezydenckim biurze oraz wicepremierem Republiki Chińskiej. 6 października 2000 objął stanowisko szefa rządu i sprawował ten urząd do 1 lutego 2002.
W 2002 został sekretarzem generalnym DPP, a także doradcą w jego biurze prezydenta. 
W wyborach parlamentarnych w 2004 DPP pod jego przewodnictwem uzyskała słabszy wynik i w rezultacie Stronnictwo Zielonych, którą współtworzy, nie zdobyła większości parlamentarnej. W wyniku tego Chang Chun-hsiung zrezygnował z funkcji sekretarza generalnego. 
12 maja 2007 po rezygnacji ze stanowiska szefa rządu przez Su Tseng-changa, Chang Chun-hsiung ponownie został mianowany premierem Republiki Chińskiej. 20 maja 2008 przestał pełnić swój urząd.
Chang Chun-hsiung jest żonaty, ma trzech synów i córkę. W przeszłości był krytykowany z powodu swego życia osobistego. Zarzucano mu bigamię, ponieważ będąc żonatym utrzymywał związek z inną kobietą. Dopiero po rezygnacji z urzędu premiera rozwiódł się z żoną i zawarł ponownie małżeństwo ze swoją dotychczasową partnerką.